# Natalia Jrushcheleva
Natalia Jrushcheleva (Tavdá, Rusia, 20 de marzo de 1973) es una atleta rusa, especialista en la prueba de 800 m, en la que ha logrado ser medallista de bronce mundial en 2003.

## Carrera deportiva
En el Campeonato Europeo de Atletismo de 1998 ganó la plata en los relevos 4x400 metros, con un tiempo de 3:23.56 segundos, llegando a meta tras Alemania y por delante de Reino Unido (bronce).
En el Mundial de París 2003 ganó la medalla de bronce en los 800 m, con un tiempo de 2:00.29 segundos, quedando en el podio tras la mozambiqueña Maria Mutola y la británica Kelly Holmes.